# Tejaltitlán
Tejaltitlán är en ort i Mexiko.   Den ligger i kommunen San Jerónimo Silacayoapilla och delstaten Oaxaca, i den sydöstra delen av landet, 230 km sydost om huvudstaden Mexico City. Tejaltitlán ligger 1 699 meter över havet och antalet invånare är 226.
Terrängen runt Tejaltitlán är huvudsakligen kuperad, men åt sydost är den platt. Runt Tejaltitlán är det ganska glesbefolkat, med 24 invånare per kvadratkilometer. Närmaste större samhälle är Ciudad de Huajuapan de León, 6,7 km öster om Tejaltitlán. I omgivningarna runt Tejaltitlán växer huvudsakligen savannskog.